# Aïssata Lam
Aïssata Lam (nacida en 1986/87) es una activista de los derechos de las mujeres de Mauritania y especialista en microfinanzas y finanzas agrícolas. 

## Trayectoria
Estudió en HEC Montréal y Harvard University. Es cofundadora y presidenta de la Cámara de Comercio Juvenil de Mauritania (YCCM). Fue nombrada por Emmanuel Macron para el consejo del G-7 sobre igualdad de género. Actualmente dirige la incubadora de negocios iLab. Lam se ha pronunciado en contra del matrimonio infantil.
En 2019, fue incluida entre las 100 mujeres de la lista de BBC.